# 市場趨勢

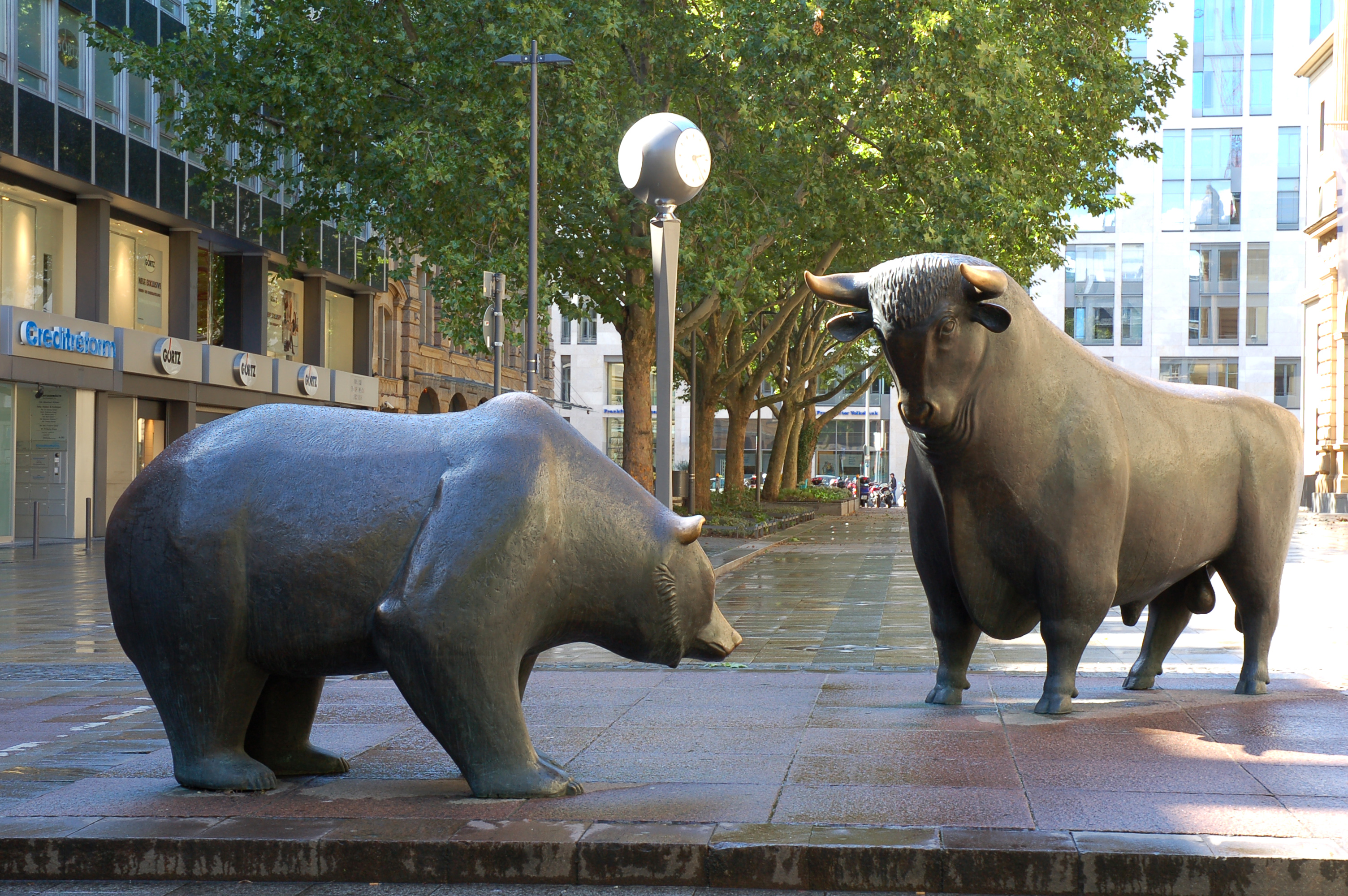
法蘭克福證交所外的牛與熊雕像

市場趨勢（英語：Market trend）意指市場價格在一段時間內，循特定方向移動。牛市（bull market）及熊市（bear market）分別代動向上和向下的市場趨勢，可用作形容整體金融市場或個別行業的證券市場。
投資學中，普遍相信市場趨勢存在於金融市場，而道氏理論認為市場趨勢主要有三種：初級趨勢、主趨勢（持續數月至數年，這是最主要的市場運動）、次級趨勢（持續數周至數月，為主要趨勢的折返走勢）、短暫趨勢、小型趨勢（可能僅持續幾小時或一天的波動，或在不到一周、十天之內結束）。
市場價格根據趨勢而移動是技術分析學說的主要假設；在股票市場中，有關市場趨勢的論述俯拾皆是。與之相對的是隨機漫步假說，認為所謂的市場價格「趨勢」只是隨機變動的累積結果。

## 字源
以牛市跟熊市來形容市場的多頭及空頭，其起源不可考，可見的記錄中，最早出現於18世紀或19世紀的的英國。《牛津英文字典》（Oxford English Dictionary）認為在1891年首次出現牛市（bull market）的說法，可能源自法語：（投機泡沬），這與南海泡沫事件可能有關。線上字根字典（Online Etymology Dictionary）認為，牛（bull）在字義上，有上漲的意思，因此得名，並認為這個字眼在1714年首次出現。

## 牛市
牛市，又稱為多頭市場，是指證券市場上價格走高的市場。當然，在升勢的全過程中，股價多多少少會出現幾次回落調整的情況，這些都是正常的。其相反為熊市（空頭市場）。此處的證券市場，泛指常見的股票、債券、期貨、選擇權、外匯、可轉讓定存單、衍生性金融商品及其它各種證券。

## 熊市
熊市，又稱為空頭市場，指證券市場上，價格走低的市場。其相反為牛市（多頭市場）。此處的證券市場，泛指常見的股票、債券、期貨、選擇權、外匯、可轉讓定存單、衍生性金融商品及其它各種證券。
史上最有名的熊市是1930年代的美國經濟大蕭條。